# Taki
Taki là một thành phố và khu đô thị của quận North Twentyfour Parganas thuộc bang Tây Bengal, Ấn Độ.

## Địa lý
Taki có vị trí 22°35′B 88°55′Đ / 22,59°B 88,92°Đ Nó có độ cao trung bình là 5 mét (16 feet).

## Nhân khẩu
Theo điều tra dân số năm 2001 của Ấn Độ, Taki có dân số 37.302 người. Phái nam chiếm 53% tổng số dân và phái nữ chiếm 47%. Taki có tỷ lệ 68% biết đọc biết viết, cao hơn tỷ lệ trung bình toàn quốc là 59,5%: tỷ lệ cho phái nam là 73%, và tỷ lệ cho phái nữ là 61%. Tại Taki, 10% dân số nhỏ hơn 6 tuổi.